# 温茨马克特-弗劳恩堡
温茨马克特-弗劳恩堡是奥地利施蒂利亚州穆尔河谷县的一个市镇。总面积36.55平方公里，总人口1478人，人口密度40.4人/平方公里（2005年）。